# Haason Reddick
Haason Samir Reddick (Camden, 22 settembre 1994) è un giocatore di football americano statunitense che milita nel ruolo di linebacker per i  Tampa Bay Buccaneers della National Football League (NFL).

## Carriera universitaria
Reddick al college giocò a football alla Temple University dal 2013 al 2016. Nella sua ultima stagione fu inserito nella formazione ideale della American Athletic Conference dopo avere fatto registrare 65 tackle e 10,5 sack.

## Carriera professionistica

### Arizona Cardinals
Reddick fu scelto nel corso del primo giro (13º assoluto) del Draft NFL 2017 dagli Arizona Cardinals. Debuttò come professionista partendo come titolare nella gara del primo turno contro i Detroit Lions mettendo a segno 8 tackle. La sua prima stagione si chiuse con 36 placcaggi e 2,5 sack disputando tutte le 16 partite, di cui 3 come titolare. Nel 2018 mise a segno 80 tackle, terzo nella squadra.
Nel 14º turno della stagione 2020, Reddick disputò la miglior partita in carriera mettendo a segno un record di franchigia di 5 sack, oltre a forzare 3 fumble, nella vittoria sui New York Giants. Per questa prestazione fu premiato come miglior difensore della NFC della settimana. La sua stagione si chiuse al secondo posto della NFL in fumble forzati (6), al terzo in tackle for loss (15) e al quarto in sack (12,5).

### Carolina Panthers
Il 17 marzo 2021 Reddick firmò un contratto annuale da 8 milioni di dollari con i Carolina Panthers. La sua unica stagione con la squadra si chiuse con 11 sack.

### Philadelphia Eagles

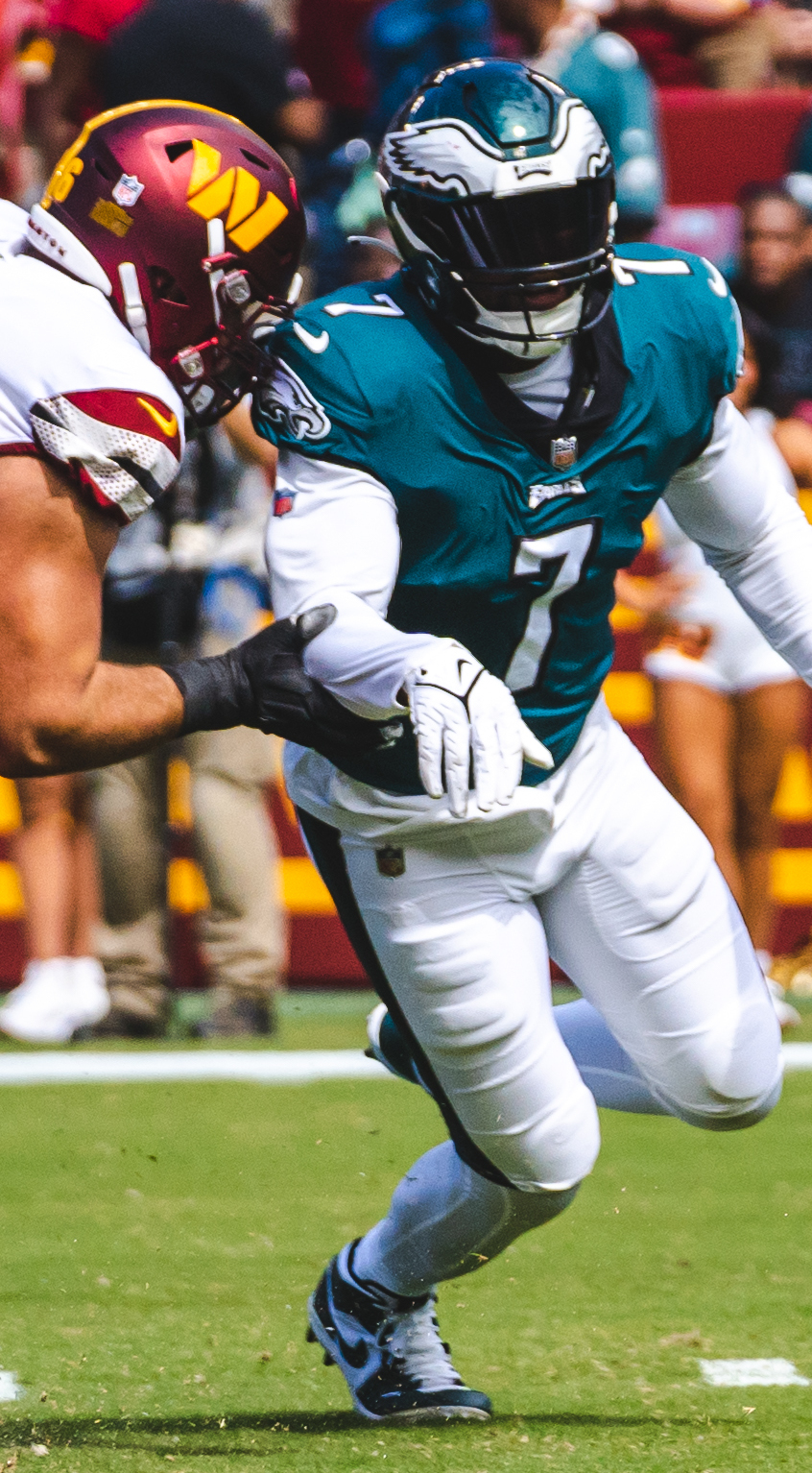
Reddick con gli Eagles nel 2022

Il 14 marzo 2022 Reddick firmò con i Philadelphia Eagles un contratto triennale del valore di 45 milioni di dollari. Nel quarto turno mise a referto due sack, forzò due fumble e ne recuperò altri due nella vittoria sui Jacksonville Jaguars, venendo premiato per la seconda volta in carriera come difensore della NFC della settimana. Fu premiato inoltre come miglior difensore della conference del mese per le gare di dicembre e gennaio in cui in sei partite mise a referto 8 sack, 2 fumble forzati e uno recuperato. A fine stagione fu convocato per il suo primo Pro Bowl e inserito nel Second-team All-Pro dopo avere guidato la NFL con 5 fumble forzati ed essersi classificato secondo con 16 sack. Nel divisional round dei playoff mise a referto 1,5 sack su Daniel Jones nella netta vittoria per 38-7 sui New York Giants. La settimana successiva nella finale della NFC ebbe 2 sack e un fumble forzato nella vittoria per 31-7 sui San Francisco 49ers che qualificò gli Eagles al Super Bowl. Il 12 febbraio 2023 partì come titolare nel Super Bowl LVII ma Philadelphia fu sconfitta per 38-35 dai Kansas City Chiefs.
Nel quinto turno della stagione 2023, Reddick mise a segno due sack in due snap consecutivi nel finale della partita, bloccando le speranze di rimonta dei Los Angeles Rams. A fine stagione fu convocato per il suo secondo Pro Bowl.

### New York Jets
Il 29 marzo 2024 Reddick fu scambiato con i New York Jets per una scelta del terzo giro del Draft 2026. Il 12 agosto 2024 chiese di essere nuovamente scambiato, ma i Jets respinsero la sua richiesta. Inoltre fu rivelato che Reddick si era tenuto lontano dalle attività della squadra a causa di una disputa contrattuale, che gli aveva fatto perdere il ritiro e la pre-stagione. I Jets sospesero il giocatore senza stipendio finché non fosse rientrato in squadra e avesse ricominciato a giocare. Il 20 ottobre 2024, Reddick annunciò la fine della sua resistenza e accettò un accordo ristrutturato con i Jets.

### Tampa Bay Buccaneers
Il 10 marzo 2025 Reddick firmò un contratto annuale del valore di 14 milioni di dollari con i Tampa Bay Buccaneers.

## Statistiche

### Stagione regolare
| Stagione | Stagione | Stagione | Stagione | Difesa  | Difesa  | Difesa  | Difesa | Difesa | Intercetti | Intercetti | Fumble | Fumble |
| Anno     | Squadra  | P        | PT       | T. tot. | T. sol. | T. ass. | TfL    | Sck    | Int.       | P.D.       | F.F.   | F.R.   |
| -------- | -------- | -------- | -------- | ------- | ------- | ------- | ------ | ------ | ---------- | ---------- | ------ | ------ |
| 2017     | ARI      | 16       | 3        | 36      | 23      | 13      | 4      | 2,5    | 0          | 0          | 2      | 0      |
| 2018     | ARI      | 16       | 12       | 80      | 53      | 27      | 8      | 4,0    | 0          | 5          | 1      | 0      |
| 2019     | ARI      | 16       | 5        | 76      | 43      | 33      | 6      | 1,0    | 0          | 6          | 0      | 1      |
| 2020     | ARI      | 16       | 11       | 63      | 43      | 20      | 15     | 12,5   | 0          | 4          | 6      | 0      |
| 2021     | CAR      | 16       | 16       | 68      | 37      | 31      | 12     | 11,0   | 0          | 0          | 2      | 1      |
| 2022     | PHI      | 17       | 17       | 49      | 35      | 14      | 11     | 16,0   | 0          | 3          | 5      | 3      |
| 2023     | PHI      | 17       | 17       | 38      | 29      | 9       | 13     | 11,0   | 0          | 1          | 1      | 0      |
| Totale   | Totale   | 114      | 81       | 410     | 263     | 147     | 56     | 69,0   | 0          | 19         | 17     | 5      |

### Play-off
| Stagione | Stagione | Stagione | Stagione | Difesa  | Difesa  | Difesa  | Difesa | Difesa | Intercetti | Intercetti | Fumble | Fumble |
| Anno     | Squadra  | P        | PT       | T. tot. | T. sol. | T. ass. | TfL    | Sck    | Int.       | P.D.       | F.F.   | F.R.   |
| -------- | -------- | -------- | -------- | ------- | ------- | ------- | ------ | ------ | ---------- | ---------- | ------ | ------ |
| 2022     | PHI      | 3        | 3        | 9       | 7       | 2       | 2      | 3,5    | 0          | 0          | 1      | 1      |
| 2023     | PHI      | 1        | 1        | 1       | 0       | 1       | 0      | 0,0    | 0          | 0          | 0      | 0      |
| Totale   | Totale   | 4        | 4        | 10      | 7       | 3       | 2      | 3,5    | 0          | 0          | 1      | 1      |

Fonte: Pro Football Reference
In grassetto i record personali in carriera - Statistiche aggiornate alla stagione 2023

## Palmarès

### Franchigia
- National Football Conference Championship: 1

Philadelphia Eagles: 2022

### Individuale
- Convocazioni al Pro Bowl: 2

2022, 2023
- Second-team All-Pro: 1

2022
- Difensore della NFC della settimana: 2

14ª del 2020, 4ª del 2022
- Difensore della NFC del mese: 1

dicembre 2022/gennaio 2023
- Leader della NFL in fumble forzati: 1

2022